# Joey Abs
Jason Arhndt (15 de octubre de 1971) es un luchador profesional retirado estadounidense, más conocido por sus apariciones en la World Wrestling Federation (WWF) bajo el nombre artístico Joey Abs siendo parte los Mean Street Posse.

## Carrera
Arhndt inició su carrera como miembro de la organización de Matt y Jeff Hardy, la Organization of Modern Extreme Grappling Arts (OMEGA) en Cameron, Carolina del Norte. Arhndt, hizo algunas apariciones como talento por mejorar utilizando su verdadero nombre en WWF Monday Night Raw en 1995. En 1996, haciendo equipo con Eddie Jacke, se anotó con una inesperada victoria ante Stone Cold Steve Austin, inmovilizándolo luego de un clothesline de Davey Boy Smith. El 2 de agosto de 1997, fue derrotado por Jeff Hardy para coronar al primer OMEGA New Frontiers Champion.

### World Wrestling Federation (1999-2001)
A principios de 1999, Arhndt se incorporó a la WWF como Joey Abs. Hizo su debut en la WWF el 21 de junio de 1999 en Raw is War. Siendo Abs parte de los Mean Street Posse, un heel stable, con Pete Gas y Rodney, vestido con chalecos, mocasines y pantalones de vestir. A pesar de que Gas y Rodney eran amigos de la infancia de Shane McMahon, Abs tenían una lucha legítima de fondo. Se comenzó como un grupo de Greenwich, Connecticut de unas diez personas a principios de 1999, pero entonces como el año continuó el stable se quedaría solo con tres miembros. El grupo estaba estrechamente aliada con la familia McMahon, a menudo recibían ayuda para poder defender el WWE European Championship ea principios de 1999. En WrestleMania 2000, cada miembro ganó el WWE Hardcore Championship.
Los tres miembros del equipo, firmaron un contrato para un breve tiempo para el territorio de desarrollo de la WWF Memphis Championship Wrestling (MCW). En MCW en junio de 2000, Abs ganó el Memphis Wrestling Southern Heavyweight Championship de Lord Steven Regal. Sin embargo, perdió el título ante K-Krush el 19 de agosto. Abs fue liberado de la WWF a principios de 2001 y se retiró de la lucha el mismo año.

## En lucha
- Movimientos finales
  - Powerbomb[4]
  - V-Bomb / Venom Spike (Crucifix powerbomb)
- Movimientos de firma
  - Moonsault
  - Snake eyes

## Campeonatos y logros
- Memphis Championship Wrestling
  - MCW Hardcore Championship (1 vez)
  - MCW Southern Heavyweight Championship (2 veces)

- National Championship Wrestling
  - NCW Heavyweight Championship (2 veces)

- New Frontier Wrestling Association
  - NFWA Tag Team Championship (1 vez) - con Matt Hardy

- Organization of Modern Extreme Grappling Arts
  - OMEGA Heavyweight Championship (1 vez)

- Pro Wrestling Illustrated
  - PWI clasificado como #176 de los Top 500 luchadores en la PWI 500 en 2000

- World Wrestling Federation
  - WWF Hardcore Championship (1 vez)

- Otros títulos
  - CWF Heavyweight Championship (1 vez)
  - OPW Heavyweight Championship (1 vez)